# 100000 карбованців
100000 українських карбованців (купонів, купонокарбованців) — номінал грошових купюр України, що ходив на території країни в 1993–1996 роках.

## Опис
Перші банкноти номіналом 100000 карбованців були виготовлені британською фірмою Томас де ла Рю в 1993 році. В 1994 році банкноти відповідного номіналу були віддруковані на Банкнотно-монетному дворі Національного банку України.
Банкноти друкувалися на білому папері. Розмір банкнот становить: довжина 125 мм, ширина — 56 мм. Водяний знак — зображення емблеми НБУ.
На аверсному боці банкноти в центральній частині з лівого краю розміщено скульптурне зображення князя Володимира Великого з хрестом, зробленого за мотивами пам'ятника князю в Києві. З правого боку на банкноті містяться написи Україна, Купон, 1000000 українських карбованців, Національний банк України та рік випуску — 1993 або 1994.
На реверсному боці банкноти розміщено гравюрне зображення Національного банку України та в кожному з кутів позначено номінал купюри. Переважаючий колір обох сторони — сіро-зелений.
Банкноти вводилися в обіг 17 листопада 1993 та 7 жовтня 1994 років, вилучені — 16 вересня 1996 року.